# وداعا، يا دون غليس!
وداعًا، يا دون غليس! (グッバイ、ドン・グリーズ! Gubbai, Don Gurīzu!) هو فيلم أنمي ياباني بإنتاج مادهاوس وبإخراج أتسوكو إيشيزوكا. لقد صدر في اليابان في فبراير 2022.

## الأصوات
| الشخصية                  | الياباني      |
| ------------------------ | ------------- |
| روما كاموجاوا            | ناتسوكي هاني  |
| هوكوتو "توتو" ميتاراي    | يوكي كاجي     |
| شيزوكو "دروب" سكوما      | أيومو موراس   |
| شيبوري "تيفولي" أوراياسو | كانا هانازاوا |
| ماكو كاموجاوا            | رينو ساشيهارا |
| تارو كاموجاوا            | أتسوشي تامورا |

## الإنتاج والإصدار
تم الإعلان عن الفيلم لأول مرة في يوليو 2021، حيث تم الكشف عن أن الفيلم من إنتاج مادهاوس وإخراج وكتابة أتسوكو إيشيزوكا، حيث صمم تاكاهيرو يوشيماتسو الشخصيات وقامت كادوكاوا بتوزيع الفيلم.  سيقوم يوشياكي فوجيساوا بتصميم الموسيقى. سيكون السمة الرئيسية للفيلم هي «Rock the World» الذي تؤديها الكسندروس.  في مهرجان طوكيو السينمائي الدولي 2021، تم الكشف عن أنه سيتم طرح الفيلم في السينما اليابانية في 18 فبراير 2022.

### المانغا
بدأ اقتباس المانغا التي كتبها ورسمها شينكي في التسلسل في مجلة كوميك غيني الشهرية من ميديا فاكتوري في 15 أكتوبر 2021. أكمل اقتباس تسلسله في 15 فبراير 2022. 

## روابط خارجية
- الموقع الرسمي
 باللغة اليابانية
- وداعا، يا دون غليس! (فيلم) في شبكة أخبار الأنمي